# Burgessochaeta setigera
Burgessochaeta es un género extinto de anélidos poliquetos que vivió durante el Cámbrico Medio. Sus fósiles han sido encontrados en el esquisto de Burgess, en la Columbia Británica (Canadá). Se han descubierto 189 especímenes de Burgessochaeta que se han hallado en el Gran Lecho de Filópodos, donde representaban el 0,36% de todos los organismos de ese sitio.